# Једног дана, једном човјеку
Једног дана, једном човјеку је југословенски филм из 1968. године. Режирао га је Сава Мрмак, а сценарио је писао Ивица Иванец.

## Улоге
| Глумац             | Улога |
| ------------------ | ----- |
| Капиталина Ерић    |       |
| Соња Хлебш         |       |
| Светолик Никачевић |       |
| Зоран Ристановић   |       |
| Никола Симић       |       |
| Данило Стојковић   |       |
| Бора Тодоровић     |       |